# Dom przy ul. Piastów 25 w Nowej Rudzie
Dom przy ul. Piastów 25 w Nowej Rudzie – dwukondygnacyjny budynek mieszkalny, zlokalizowany w noworudzkim centrum, ustawiony szczytem do ulicy, znajdujący się pomiędzy domami: nr 23 i nr 27. Budynek pochodzący z XIX wieku, przebudowany w XX w., posiada dekorację secesyjną, chociaż ustawienie i kamienne obramienie wejścia świadczą o starszym pochodzeniu. Na kamiennym portalu znajduje się stara numeracja miasta - 164.
Przy ul. Piastów znajduje się jeszcze kilka zabytkowych domów o numerach: 1, 5, 7, 19, 21, 23, 27.